# Pokémon – Filmen
Pokémon – Filmen: Mewtwo mod Mew, i daglig tale bare Pokémon – Filmen, er en japansk animation spillefilm fra 1998, der foregår i Pokémon-universet og er baseret på TV-serien. Filmen havde dansk biografpremiere den 14. april 2000 og solgte 152.154 billetter.

## Handling
Pokémontræneren Ash Ketchum med sine venner er blandt andre blevet inviteret til at mødes med verdens største Pokémontræner, mer på vej dertil blive de stoppet af en rasende storm. Da båden, der skulle sejle derud er aflyst, må de finde en anden måde at komme derud. Når de endelig når frem, opdager de, at træneren, som de skal mødes med, faktisk er Mewtwo, en klonet Pokémon skabt med DNA fra den mytiske Mew, og han agter at overtage verden med sine egne klonede Pokémon.

## Stemmer
| Rolle         | Original stemme    | Dansk stemme     |
| ------------- | ------------------ | ---------------- |
| Ash Ketchum   | Rika Matsumoto     | Mathias Klenske  |
| Pikachu       | Ikue Ohtani        | Ikue Ohtani      |
| Misty         | Mayumi Iizuka      | Lulu Jacobsen    |
| Brock         | Yūji Ueda          | Peter Holst-Beck |
| Mewtwo        | Masachika Ichimura | Søren Spanning   |
| Giovanni      | Hirotaka Suzuoki   | Stig Hoffmeyer   |
| Jessie        | Megumi Hayashibara | Ann Hjort        |
| James         | Shin'ichirō Miki   | Thomas Kirk      |
| Meowth        | Inuko Inuyama      | Peter Zhelder    |
| Søster Joy    | Ayako Shiraishi    | Louise Engell    |
| Betjent Jenny | Chinami Nishimura  | Ann Hjort        |
| Fortælleren   | Unshō Ishizuka     | Torben Sekov     |